# Lewis Carroll Shelf Award
Der Lewis Carroll Shelf Award wurde von 1958 bis 1979 an Bücher vergeben, die die gleiche Qualität wie Alice im Wunderland (1865) von Lewis Carroll (1832–1898) besitzen und würdig seien, daneben im Bücherregal zu stehen.

## Preisträger (Auswahl)
- 1960: Leonard Leslie Brooke für Johnny Crow’s Garden*, Mary Norton für The Borrowers
- 1961: Erich Kästner für When I Was A Little Boy (dt. Als ich ein kleiner Junge war)
- 1962: Leo Lionni für Inch by Inch (dt. Stück für Stück)
- 1964: Maurice Sendak für Where the Wild Things Are  (dt. Wo die wilden Kerle wohnen)
- 1965: Joan Aiken für The Wolves of Willoughby Chase (dt. Wölfe ums Schloss)
- 1966: Marcia Brown für Once a Mouse… A Fable Cut in Wood
- 1968: Ed Emberley für Drummer Hoff
- 1970: Astrid Lindgren für Tomten (dt. Tomte Tummetott)
- 1971: Mary Steele für Journey Outside
- 1971: Kristin Hunter für The Soul Brothers and Sister Lou
- 1972: Virginia Hamilton für The Planet of Junior Brown (dt. Der Planet des Patrick Brown)
- 1973: Nancy Ekholm Burkert für Snow White and the Seven Dwarfs: A Fairy Tale by the Brothers Grimm (dt. Schneewittchen und die sieben Zwerge)
- 1977: Peter Spier für Noah's Ark (dt. Noahs Arche in Bildern)
- 1978: Katherine Paterson für Bridge to Terabithia (dt. Die Brücke nach Terabithia)
- 1978: Norma Fox Mazer für Dear Bill, Remember Me? And Other Stories (dt. Lieber Bill, weisst Du noch? Und andere Geschichten)
- 1979: Ursula K. Le Guin für A Wizard of Earthsea (dt. Der Magier der Erdsee)

* postum verliehen